# Liechtenstein na Letnich Igrzyskach Olimpijskich 2012
Liechtenstein na Letnich Igrzyskach Olimpijskich 2012, które odbyły się w Londynie, reprezentowało 3 zawodników.
Był to szesnasty start reprezentacji Liechtensteinu na letnich igrzyskach olimpijskich.

## Reprezentanci

### Lekkoatletyka
Mężczyźni
| Zawodnik       | Konkurencja | Eliminacje | Eliminacje | Półfinał | Półfinał | Finał   | Finał   |
| Zawodnik       | Konkurencja | Wynik      | Miejsce    | Wynik    | Miejsce  | Wynik   | Miejsce |
| -------------- | ----------- | ---------- | ---------- | -------- | -------- | ------- | ------- |
| Marcel Tschopp | maraton     | —          | —          | —        | —        | 2:28:54 | 75.     |

### Pływanie
Kobiety
| Zawodniczka   | Konkurencja   | Eliminacje | Eliminacje | Półfinał | Półfinał | Finał | Finał   |
| Zawodniczka   | Konkurencja   | Czas       | Miejsce    | Czas     | Miejsce  | Czas  | Miejsce |
| ------------- | ------------- | ---------- | ---------- | -------- | -------- | ----- | ------- |
| Julia Hassler | 400m dowolnym | 4:12.99    | 27.        | —        | —        | NQ    | NQ      |
| Julia Hassler | 800m dowolnym | 8:35.18    | 17.        | —        | —        | NQ    | NQ      |

### Tenis ziemny
Kobiety
| Zawodnik       | Konkurencja | 1/32                    | 1/16             | 1/8              | Ćwierćfinały     | Półfinały        | Finał            | Finał   |
| Zawodnik       | Konkurencja | Przeciwnik Wynik        | Przeciwnik Wynik | Przeciwnik Wynik | Przeciwnik Wynik | Przeciwnik Wynik | Przeciwnik Wynik | Pozycja |
| -------------- | ----------- | ----------------------- | ---------------- | ---------------- | ---------------- | ---------------- | ---------------- | ------- |
| Stephanie Vogt | singel      | Ana Tatiszwili 2:6, 0:6 | NQ               | NQ               | NQ               | NQ               | NQ               | 33-64.  |